# René Rapin

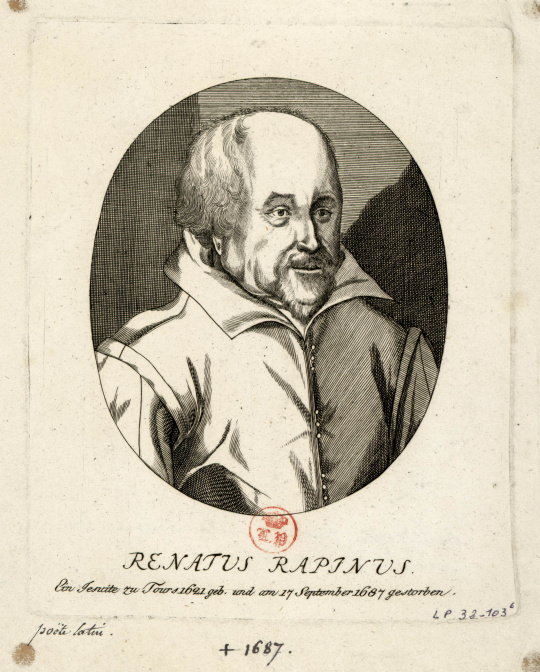

René Rapin (* 1621 in Tours; † 27. Oktober 1687 in Paris) war ein französischer Jesuit und Philologe.

## Leben
Rapin trat 1639 in den Jesuitenorden ein. Er unterrichtete an Jesuitenschulen klassische Literatur und Rhetorik, verfasste poetische und literaturtheoretische Werke und unterhielt einen Schriftwechsel mit dem französischen General und Memoirenschreiber Roger de Bussy-Rabutin.
Im Jesuitenorden bekleidete er das Amt eines scriptor librorum. In dieser Funktion verfasste er religiöse und religionsgeschichtliche Abhandlungen. Seit 1656 beschäftigte er sich mit dem Jansenismus. Zur Erforschung dieser religiösen Strömung reiste er nach Flandern, um über Cornelius Jansen, den Begründer, zu recherchieren. 1668 reiste er ebenfalls zur Recherche nach Rom, wo er von Papst Clemens XI. Akteneinsicht erhielt. Ergebnis seiner Studien war ein zweibändiges Werk mit den Titeln „Histoire du Jansénisme“ und „Mémoires sur l’église et la societé, la cour, la Ville et le Jansénisme“, das er zwar kurz vor seinem Tod noch vollenden konnte, aber erst 1861 und 1865 gedruckt wurde. Der zweite Band erhält eine detailreiche Schilderung der literarischen Salons der Zeit und der adeligen Gesellschaft am Hof des Königs sowie auf deren Landsitzen.
Sein erfolgreichstes Werk aber war das von einem längeren Prosatraktat begleitete Gartengedicht, das in mehrere Sprachen übersetzt wurde und die Theorie des französischen Barockgartens erstmals umfassend schriftlich fixierte.
Rapin hielt sich häufig auf dem Landsitz des Guillaume de Lamoignon, Parlamentspräsident in Paris und langjähriger Freund und Förderer des Jesuiten, auf. Hier erlitt er 1687 einen Schlaganfall, an dessen Folgen er wenig später, nach Paris gebracht, verstarb.

## Schriften (Auswahl)
- Eclogæ Sacræ (1659)
- Hortorum libri IV (1665) – Gedicht und Traktat über Gartenkunst und Gärten.
- Observations sur les poèmes d’Homère et de Virgile (1669)
- Réflexions sur l’usage de l’éloquence de ce temps (1672)
- Réflexions sur la poétique d’Aristote et sur les ouvrages des poétes anciens et modernes (1674)

## Ausgaben
- Clemens Alexander Wimmer (Hrsg.): René Rapin, Hortorum Libri IV. Die Gärten. Gedicht in vier Büchern.  Textkritische Ausgabe, übersetzt von Claudia Sperlich. Weimar: VDG, 2013. ISBN 978-3-89739-766-8
- Renati Rapini Societatis Jesu Carminum Tomus tertius continens Heroica, Elegias, Odarum Librum, & Miscellanea. Nova editio aucta et emendata. Sumptibus Fratrum Barbou, Parisiis 1723, (online).
- The Whole Critical Works Of Monsieur Rapin (1706)
- Oeuvres Du P. Rapin: Qui Contiennent Les Reflextions Sur L’Éloquence, La Poetique, L’Historie Et La Philosophie (1725)
- Bussy-Rabutin: Correspondance avec le père René Rapin.  Éd. critique avec introduction et notes par C. Rouben. Paris: A.-G. Nizet 1983. ISBN 978-2-7078-1027-4